# Lovell Harrison Rousseau

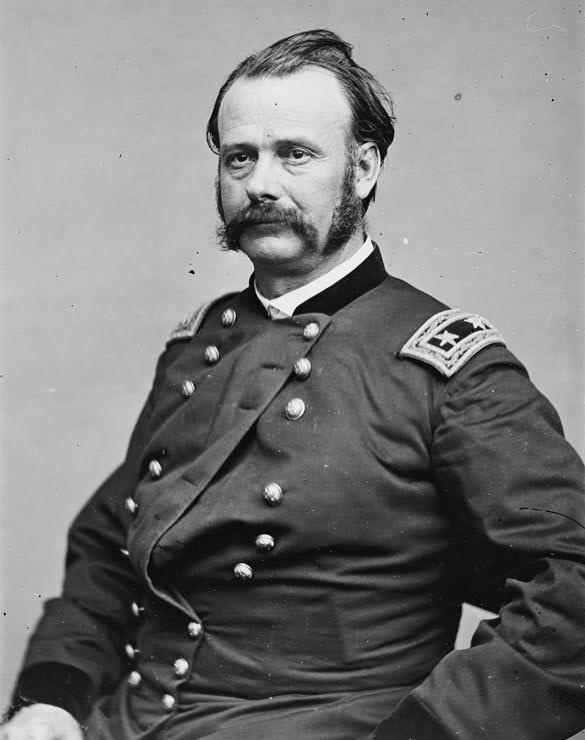
Lovell Harrison Rousseau

Lovell Harrison Rousseau (* 4. August 1818 bei Stanford, Lincoln County, Kentucky; † 7. Januar 1869 in New Orleans, Louisiana) war ein US-amerikanischer Offizier und Politiker. Zwischen 1865 und 1867 vertrat er den Bundesstaat Kentucky im US-Repräsentantenhaus.

## Werdegang
Lovell Rousseau besuchte die öffentlichen Schulen seiner Heimat. Nach einem anschließenden Jurastudium und seiner 1841 erfolgten Zulassung als Rechtsanwalt begann er in Bloomfield (Indiana) in diesem Beruf zu praktizieren. Dort schlug er auch eine politische Laufbahn ein. Zwischen 1844 und 1845 war er Abgeordneter im Repräsentantenhaus von Indiana. Danach nahm er als Hauptmann am Mexikanisch-Amerikanischen Krieg teil. Von 1847 bis 1849 gehörte Rousseau auch dem Senat von Indiana an. Im Jahr 1849 kehrte er nach Kentucky zurück, wo er in Louisville als Anwalt arbeitete. Von 1860 bis 1861 saß er auch im Senat von Kentucky.
Während des Bürgerkrieges stieg Rousseau im Heer der Union bis zum Generalmajor der Freiwilligen auf. Dabei war er unter anderem an der Schlacht von Shiloh, der Schlacht am Stones River und der Schlacht am Chickamauga beteiligt. Bei den Kongresswahlen des Jahres 1864 wurde er als Unionist im fünften Wahlbezirk von Kentucky in das US-Repräsentantenhaus in Washington, D.C. gewählt, wo er am 4. März 1865 die Nachfolge von Robert Mallory antrat. Seine Amtszeit im Kongress verlief außergewöhnlich. Nachdem es wegen politischer Differenzen mit dem Abgeordneten Josiah Bushnell Grinnell aus Iowa zu einem tätlichen Angriff von Rousseau auf Grinnell gekommen war, wurde Rousseau von der Kongressverwaltung abgemahnt. Daraufhin legte er sein Mandat nieder. Gleichzeitig kandidierte er erneut erfolgreich bei der Nachwahl für den von ihm freigemachten Abgeordnetensitz. Nachdem er wiedergewählt worden war, konnte er die unterbrochene Legislaturperiode bis zum 3. März 1867 fortsetzen.
Nach seiner Zeit im US-Repräsentantenhaus setzte Rousseau seine militärische Laufbahn fort. Er wurde im Jahr 1867 nach Alaska versetzt. Dort spielte er eine wichtige Rolle beim Übergang dieses Gebietes von Russland an die Vereinigten Staaten. Danach wurde er Kommandeur des Militärbezirks von Louisiana mit Sitz in New Orleans. Dort befehligte er die nach dem Bürgerkrieg als Besatzungstruppen verbliebenen Unionsstreitkräfte. Diesen Posten bekleidete er bis zu seinem Tod am 7. Januar 1869. Er wurde auf dem Nationalfriedhof Arlington in Virginia beigesetzt.